# Platový strop
Ve sportu je platový strop (anglicky salary cap, wage cap) dohodnutou a v pravidlech soutěže uvedenou hodnotou, kterou mohou kluby vynaložit na platy svých hráčů. Limit může být aplikován na každého hráče zvlášť, na celý tým, případně obojí. Některé ligy (hlavně v Severní Americe) zavedly platový strop, aby snížily celkové náklady na fungování a aby zamezily těm nejbohatším klubům angažovat všechny nejlepší hráče a tím zvýšily vyváženost sil mezi všemi týmy. Platový strop může činit problémy při vyjednávání mezi ligovým vedením a hráčskými asociacemi a byl v minulosti důvodem několika stávek hráčů a výluk. Platový strop může být „tvrdý“ – nesmí být v žádném případě překročen, nebo „měkký“ – může být v určitých případech překročen, ale klubu se vyměří přepychová daň a peníze z ní se přerozdělí ostatním klubům. Podobnou regulaci zavedla v roce 2011 UEFA v evropském fotbale pravidlem o „finanční fair play“, podle kterého mohou kluby utrácet jen tolik, kolik samy vydělají.

## Příklady soutěží s platovým stropem
| Liga   | Sport           | Země                   | Tvrdý strop     | Měkký strop     | Zdroj (k 2024) |
| ------ | --------------- | ---------------------- | --------------- | --------------- | -------------- |
| MLB    | baseball        | /                      | –               | 237 milionů $   | [ 4 ]          |
| NFL    | americký fotbal | Spojené státy americké | 224,8 milionu $ | –               | [ 5 ]          |
| NBA    | basketbal       | /                      | –               | 140,6 milionu $ | [ 6 ]          |
| CSL    | fotbal          | Čína                   | 600 milionů ¥   | –               | [ 7 ]          |
| NHL    | lední hokej     | /                      | 88 milionů $    | –               | [ 8 ]          |
| IPL    | kriket          | Indie                  | 1 miliarda ₹    | –               | [ 9 ]          |
| Top 14 | Rugby union     | Francie                | 10,7 milionu €  | –               | [ 10 ]         |
| KHL    | lední hokej     | [ pozn 3 ]             | 900 milionů ₽   | –               | [ 11 ]         |

1. ↑  kluby mají navíc k dispozici 74 milionů $ na odměnách za výkon a pro hráče, kteří ukončili kariéru
2. ↑  přepychová daň od 170,8 milionu $, postihy do budoucích draftů a výměn od 178 milionů $, přísnější postihy od 188,9 milionu $
3. ↑  20 klubů z Ruska, po jednom z Běloruska, Číny a Kazachstánu